# Iris foetidissima
Az Iris foetidissima az egyszikűek (Liliopsida) osztályának spárgavirágúak (Asparagales) rendjébe, ezen belül a nősziromfélék (Iridaceae) családjába tartozó faj.

## Előfordulása
Az Iris foetidissima előfordulási területe Európa nyugati és déli részei, valamint Északnyugat-Afrika. A következő országokban és szigeteken őshonos: Algéria, Azori-szigetek, Baleár-szigetek, Egyesült Királyság, Franciaország, Korzika, Marokkó, Olaszország, Portugália, Szardínia, Szicília, Spanyolország és Tunézia.
Az ember betelepítette Kaliforniába, a Kanári-szigetekre, Írországba, a Madeira-szigetekre, Svájcba, Tasmaniába, Törökországba - az ázsiai részbe is - és az egykori jugoszláv államokba.

## Képek

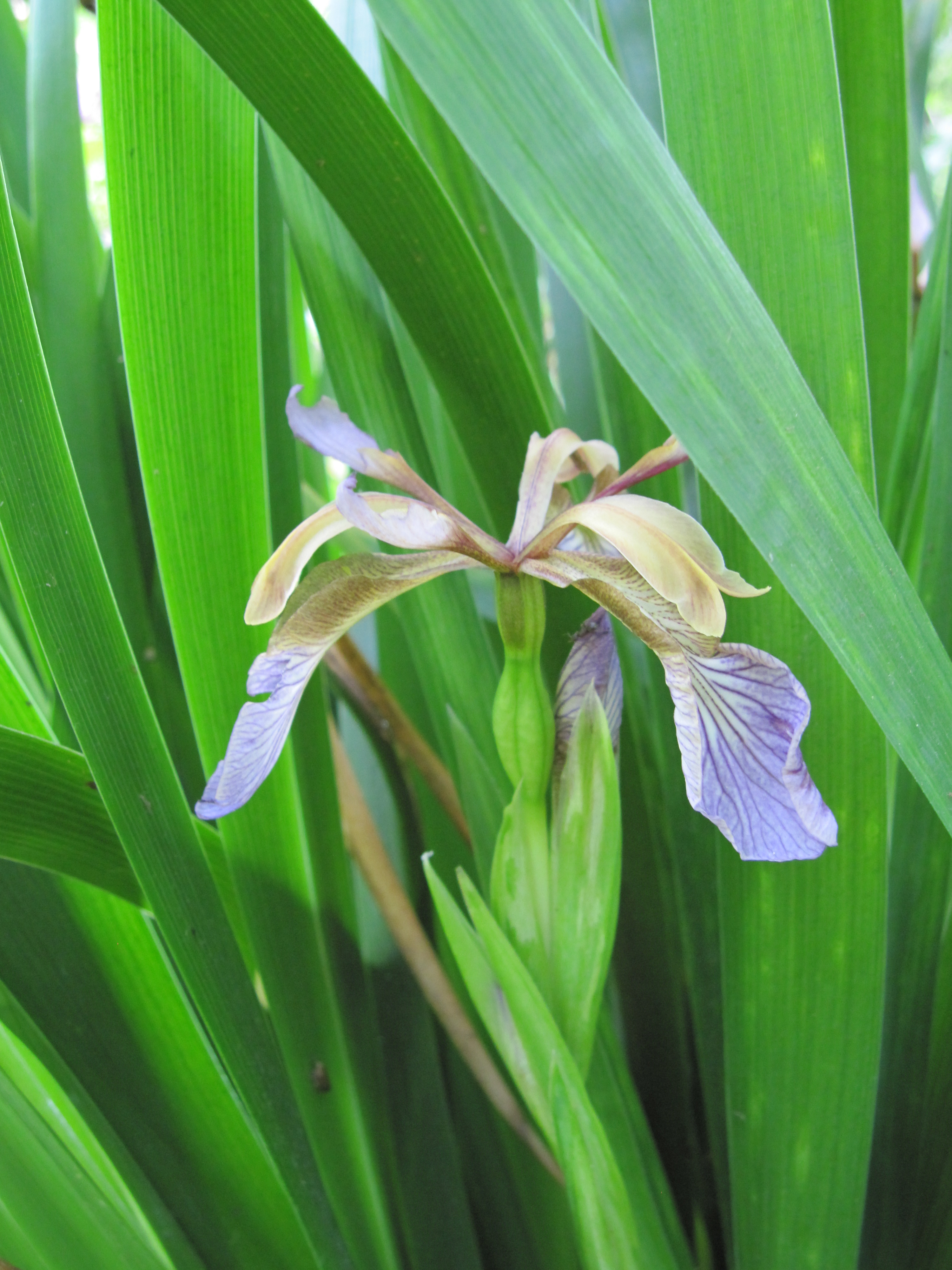
Virágai
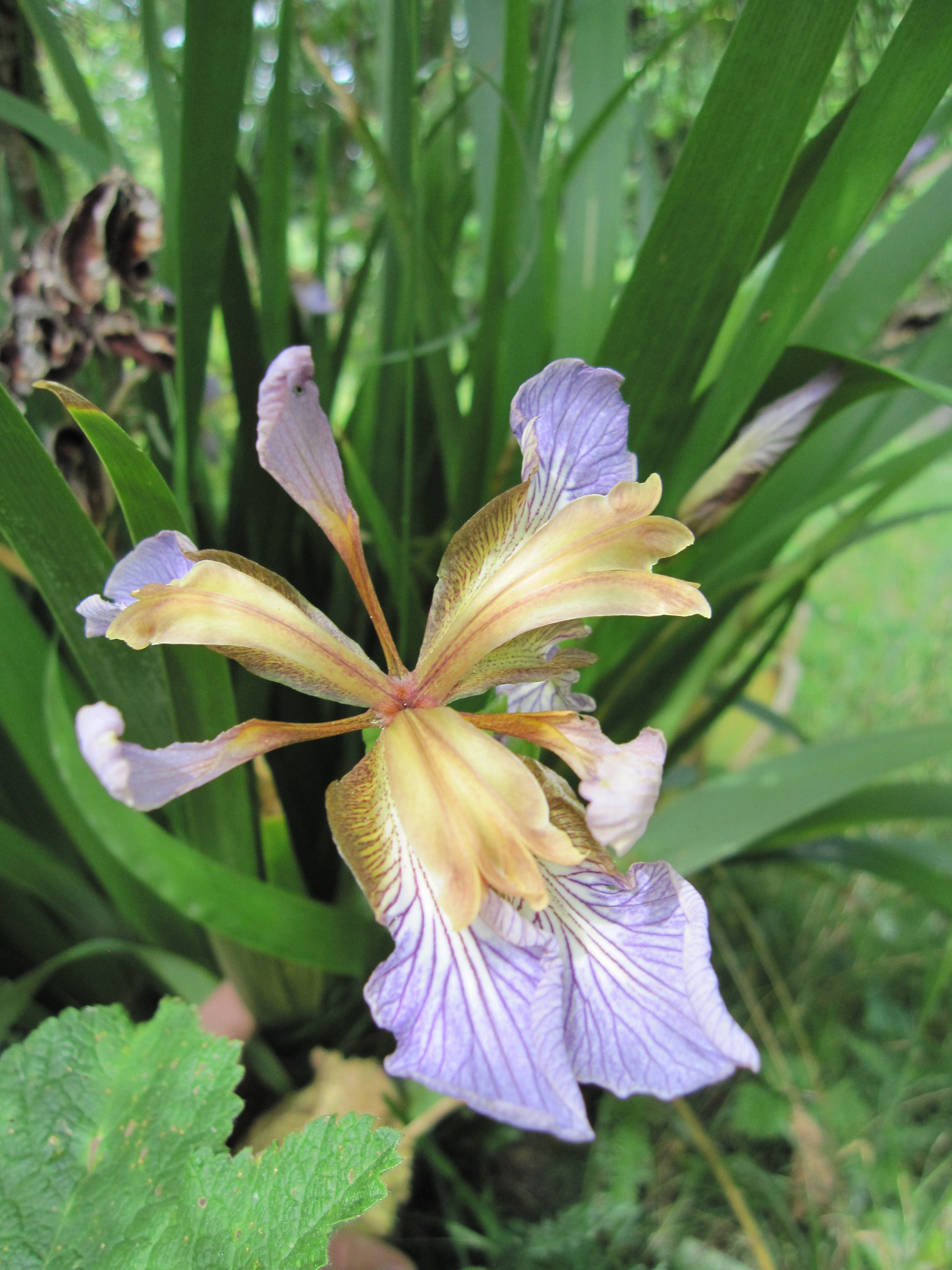
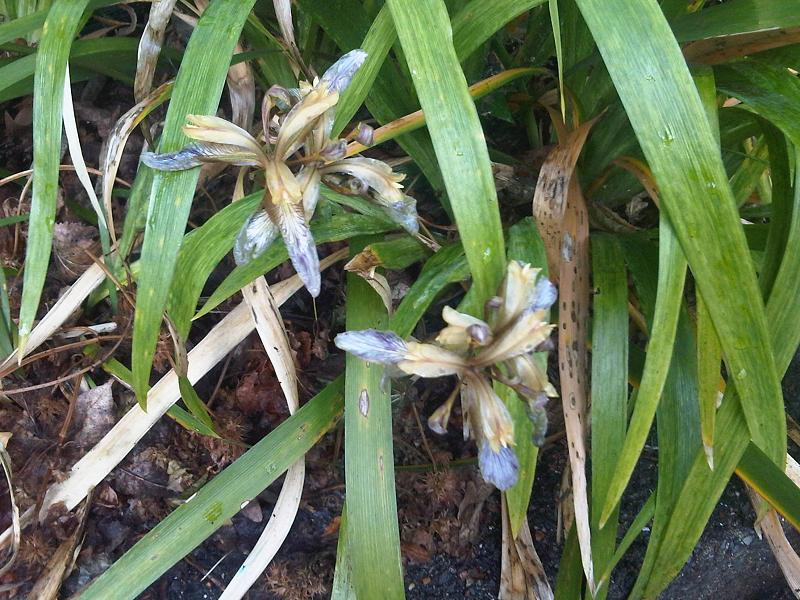
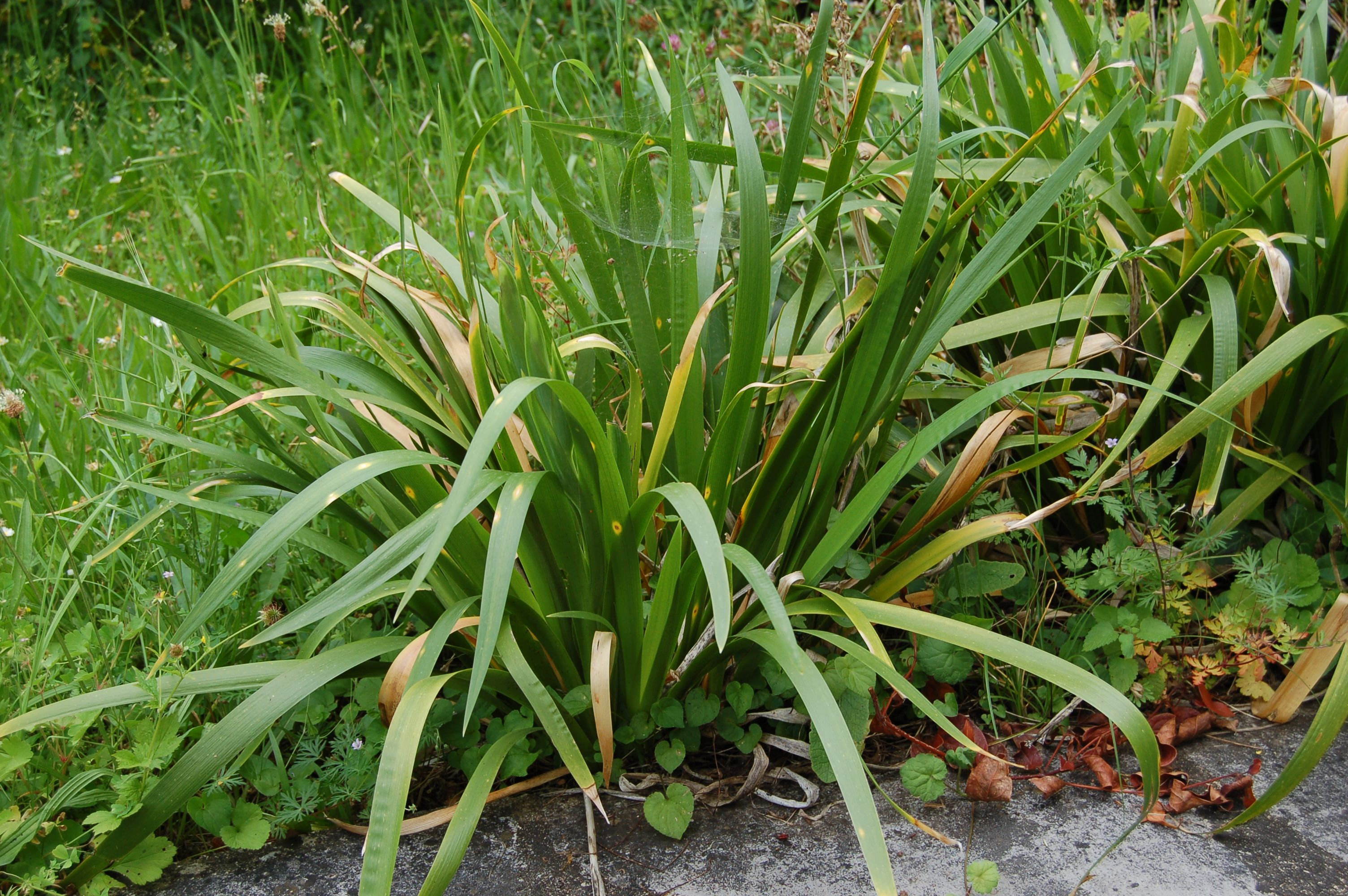
Levelei
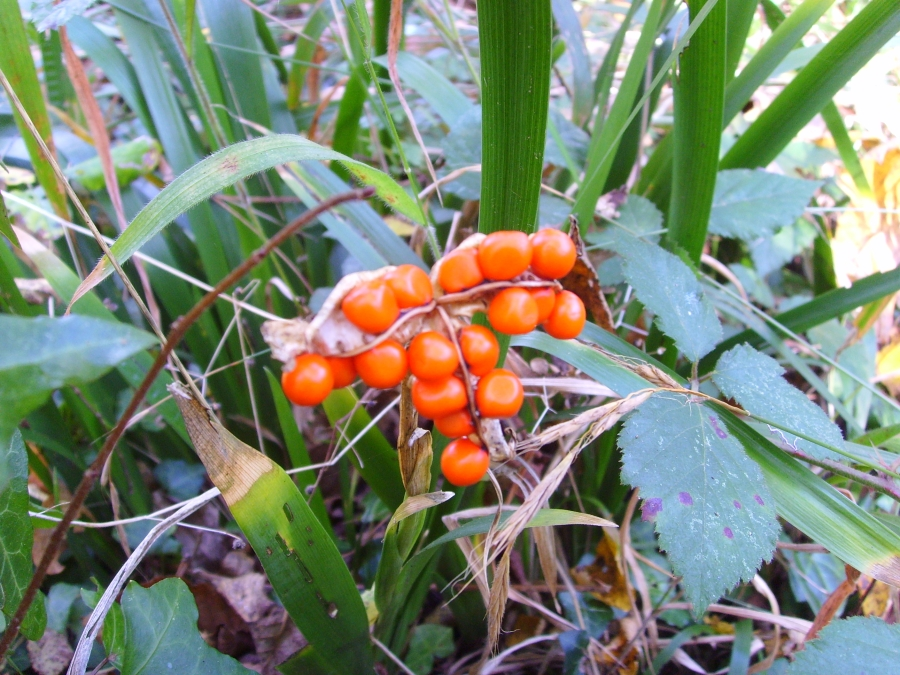
Magvai